# Seznam osebnosti iz Občine Gorje
Seznam osebnosti iz Občine Gorje vsebuje osebnosti, ki so se tu rodile, delovale ali umrle.
Občina Gorje ima 13 naselij: Grabče, Krnica, Mevkuž, Perniki, Podhom, Poljšica pri Gorjah, Radovna, Spodnje Gorje, Spodnje Laze, Višelnica, Zatrnik, Zgornje Gorje in Zgornje Laze.

## Kultura in umetnost
- Anton Kunšič (1839, Zgornje Gorje – 1878, Litija), glasbenik, skladatelj, šolnik
- Frančišek Pristov (1919, Spodnje Gorje – 1991, ?), glasbenik, klarinetist

## Politika in uprava
- Ivan Kenda (1877, Bovec – 1937, Zatrnik), posestnik, blejski župan
- Ivanka Krničar (1924, Zgornje Gorje – 1944, Jesenice), partizanka
- Janez Nepomuk Piber (1866, Bled – 1934, Ljubljana), politik, duhovnik
- Josip Poklukar (1837, Krnica – 1891, Ljubljana), politik
- Jožef Schwegel (1836, Krnica – 1914, Bled), baron, politik, diplomat
- Ivan Krizostom Švegel (1875, Zgornje Gorje – 1914, Bled), diplomat, politik
- Blaž Žemva (1808, Krnica – 1871, Celovec), avstrijski častnik slovenskega rodu
- Marija Žumer (1900, Spodnje Gorje – 1944, Ravensbrück), politična delavka
- Andrej Žvan (1915, Spodnje Gorje – 1945, Porezen), narodni heroj

## Cerkev
- Janez Ambrožič (1903, Krnica – 1970, Jeruzalem), duhovnik, misijonar, frančiškan
- Janez Ažman (1942, Kropa – 1910, Ljubljana), duhovnik
- Sebastijan Pogačar (1692, Zgornje Gorje – 1762, Ljubno), duhovnik, pesnik
- Jožef Poklukar ml. (1799, Krnica – 1866, Ljubljana), duhovnik, kanonik
- Anton Polda (1916, Krnica – 1945, Hrastnik), duhovnik

## Naravoslovje in humanistika

#### Naravoslovje
- Albin Belar (1864, Ljubljana – 1939, Polom), seizmolog, izumitelj, učitelj
- Jernej Černe (1857, Zgornje Gorje – 1906, Ljubljana), čebelar, učitelj
- Jakob Ferjan (1914, Spodnje Laze – 1974, Spodnje Laze), agronom
- Anton Slivnik (1874, Spodnje Gorje – 1957, Ljubljana), veterinar

#### Jezikoslovje
- Ivan Kunšič (1874, Mevkuž – 1899, Dunaj), slavist
- Dušan Čop (1921, Spodnje Gorje – 2016, Ljubljana), jezikoslovec, imenoslovec
- Jožef Poklukar (1791, Zgornje Gorje – 1866, Ljubljana), jezikoslovec, teolog, duhovnik, kanonik

#### Humanistika
- Mihael Bregant (1960, Jesenice – 2007, Jesenice), 	literarni kritik, literarni teoretik, literarni zgodovinar
- Anja Bunderla (1985, Jesenice –), profesorica likovne umetnosti, čebelarka, samostojna kulturna delavka
- Jakob Mencinger (1826, Bohinjska Bistrica – 1891, Bohinjska Bistrica), šolnik, sadjar
- Božo Repe (1957, Spodnje Gorje –), zgodovinar, profesor, doktor znanosti, publicist
- Andrej Žumer (1847, Podhom – 1903, Kranj), šolnik

## Razno
- Andrej Švegel (1828, Krnica – 1874, Dunaj), zdravnik
- Marjan Zupan (1960, Ljubljana –), krajevni zgodovinar, kronist, ljubiteljski etnolog, narodopisec, prozaist, gasilec
- Lovro Žemva (1911, Zgornje Gorje – 1981, ?), smučarski tekač